# Марин Енчевич
Марин Драганов Енчевич е български офицер – капитан, и генерал-лейтенант от Руската императорска армия.

## Биография
Роден е през 1860 г. в гр. Търново. Макар и непълолетен взима участие в Руско-турската освободителна война и през лятото на 1878 е доброволец в 14-а пеша дружина. Завършва първия випуск на Софийско военно училище (1879), а през 1882 като подпоручик от Русчукска № 23 пеша дружина е командирован във Военно-юридическата Александровска академия в Санкт-Петербург, която завършва през 1885 г.
Работи като военен следовател и военен прокурор в Русенския военно-окръжен съд (1885 – 1886). Назначен за комендант на Сливница участва в сръбско-българската война. Като активен политически противник на политиката на Стефан Стамболов е подложен на гонения и арести. Принуден е да емигрира в Русия (1886). Завръща се нелегално в България и взема дейно участие в офицерския бунт (1887). След потушаването му отново емигрира в Русия и завършва Николаевската академия на Генералния щаб в Санкт-Петербург (1887 – 1890).
Служи в Руската императорска армия. Участва в експедиции в Средна Азия (автор е на изследователския труд: „Историята, нравите и обичаите на някои туркменски племена“)
През 1903 – 1905 участва в Руско-японската война като командир на стрелкови полк в корпуса на ген. Домбровски, където получава рана и контузия в битката при Мукден. Награден е със Златно оръжие „За храброст“. По време на Първата световна война с военно звание генерал-лейтенант е командир на 62-ра пехотна дивизия (1916). Награден е с Орден „Свети Георги“ IV ст.
През периода 1918 -1922 е преподавател във Военното училище в Смоленск, но новата власт не гледа с добро око на бившите царски офицери, особено чужденци и е арестуван нееднократно от ЧК. През 1922 г. Марин Енчевич се завръща в България. Работи като библиотекар в Дирекция на метеорологията.
Спомените му са публикувани в книгата „Изповед на един родолюбец“, С., 2004.

## Военни звания
- Прапоршчик от българската армия (10 май 1879)
- Подпоручик от българската армия (1 август 1880)
- Поручик от българската армия (30 август 1882)
- Капитан от българската армия (30 август 1885)
- Щабс-капитан от руската армия (6 март 1892)
- Капитан за отличие от руската армия (27 април 1894)
- Подполковник от руската армия (15 март 1898)
- Полковник за отличие от руската армия (30 януари 1903)
- Генерал-майор за отличие от руската армия (11 януари 1912)
- Генерал-лейтенант от руската армия (11 януари 1916)

## Образование
- Софийско военно училище (1878 – 1979)
- Александровска военно-юридическа академия, 1-ви разряд (1882 – 1885)
- Николаевска генерал-щабна академия, 2-ри разряд (1887 – 1890)

## Заемани длъжности (България)
- Одески военен окръжен съд (стаж, 28 май 1885 – 1 септември 1885)
- Военен следовател в Русенския военноокръжен съд (05.09.1885 – 01.10.1885)
- Военен прокурор в Русенския военноокръжен съд (01.10.1885 – 08.11.1885)
- Комендант на Сливница (08.11.1885 – 09.03.1886)
- Военен прокурор на Русе (1886 – 1887)

## Заемани длъжности (Руска Империя)
- Командир на рота в Скобелевския стрелкови батальон на границата с Персия и Афганистан, впоследствие в 3-ти Закаспийски стрелкови батальон в Асхабад (1892 – 1897)
- Командир на 2-ри батальон в 90-и Онежки пехотен полк в Ревел (1900 – 1901)
- Началник-щаб на 23-та пехотна дивизия (11.05.1901 – 22.07.1901)
- Командир на 8-а задкаспийска стрелкови батальон в Кушка (8 март 1903 – 21 септември 1904)
- Командир на 4-ти стрелкови полк (от 21 септември 1904)
- Командир на 2-ра бригада от 2-ра сибирска стрелкова дивизия (от 11 януари 1912)
- Командир на 62-ра пехотна дивизия (3 април 1915 – 28 август 1917)

## Награди
- Княжески орден „Св. Александър“ V степен с мечове (1886)
- Малая Серебрянная Медаль Русского Географического Общества (1895)
- орден „Св. Анна“ 3-та степен (1898)
- орден „Бухарска звезда“ – златна, 2-ра степен (????);
- Орден „Св. Станислав“ II степен с мечове (1906)
- Орден „Св. Анна“ II степен с мечове (1906)
- Златно оръжие „За храброст“ (1907)
- Орден „Св. Владимир“ III степен (1911)
- орден „Св. Станислав“ 1-ва степен с мечове (1915);
- орден „Св. Владимир“ 2-ра степен с мечове (1915);
- орден „Св. Анна“ 1-ва степен с мечове (1915);
- орден „Св. Георги“ 4-та степен (191?).